# Jakob-Wassermann-Literaturpreis
Der Jakob-Wassermann-Literaturpreis ist ein Literaturpreis, der von der Geburtsstadt von Jakob Wassermann, der Stadt Fürth, in Erinnerung an Jakob Wassermann 1993 gestiftet wurde und seit 1996 verliehen wird. Er ist mit 10.000 Euro dotiert. Bis 2002 wurde der Preis alle drei Jahre vergeben, seither alle zwei Jahre. 2007 wurde er aus Anlass des Fürther Stadtjubiläums außerhalb der Reihe verliehen.
Dem Kuratorium gehören an (Stand 2022):
- ein Vertreter der Bayerischen Akademie der Schönen Künste (Sven Hanuschek)
- ein Literaturkritiker einer regionalen Tageszeitung (Katharina Erlenwein, ehem. Nürnberger Nachrichten)
- ein Professor für Neuere Deutsche Literatur (Gunnar Och, Friedrich-Alexander-Universität Erlangen-Nürnberg)
- ein Vertreter des Bayerischen Rundfunks (Cornelia Zetzsche)
- ein Mitglied der Deutschen Akademie für Sprache und Dichtung, Darmstadt (Klaus Reichert)
- der Oberbürgermeister der Stadt Fürth als Vorsitzender (Thomas Jung)
- der für Kultur zuständige Referent als sein Stellvertreter (Benedikt Döhla)
- zwei ehrenamtliche Stadtratsmitglieder, ohne Stimmrecht.

## Preisträger
- 1996: Edgar Hilsenrath
- 1999: Hilde Domin
- 2002: Dagmar Nick
- 2004: Sten Nadolny
- 2006: Uwe Timm
- 2007: Robert Schindel
- 2008: Roberto Schopflocher
- 2010: Feridun Zaimoglu
- 2012: Gerhard Roth
- 2014: Urs Widmer[2]
- 2016: Gila Lustiger
- 2018: Barbara Honigmann[3]
- 2020: Clemens J. Setz
- 2022: Eva Menasse[4]